# Мельничук Тетяна Віталіївна
Тетяна Віталіївна Мельничук (нар. 12 лютого 1999, м. Хотин Чернівецької області) — старший солдат Збройних сил України, учасниця російсько-української війни, що відзначилася під час російського вторгнення в Україну в 2022 році.

## Життєпис
Тетяна Мельничук народилася 12 лютого 1999 року і м. Хотин Чернівецької області, навчалася у Хотинській загальноосвітній школі № 5. Паралельно з навчанням активно займалася спортом у тренера з легкої атлетики Івана Павлюка, успішно виступала на змаганнях з бігу на різні дистанції. У 2017 році вступила навчатися на правника до Подільського державного аграрно-технічного університету.
Ще старшокласницею хотіла стати захисницею України. Тому у 18-річному віці дівчина умовила своїх батьків і уклала контракт на службу в Збройних силах України. Військову спеціальність бойового медика Тетяна Мельничук здобула у навчальному центрі «Десна» на Чернігівщині. А зарахована була на службу у військову частину в Коломиї. Відтоді (з 2017 року) у її складі не раз перебувала у зоні Операції об'єднаних сил на сході України.
З початком повномасштабного російського вторгнення в Україну разом з військовою частиною з постійного місця дислокації вранці 24 лютого 2022 року одразу потрапила на Київський напрямок, де з перших днів наступу на Україну російських окупантів йшли жорстокі бойові дії.

## Нагороди
- орден «За мужність» III ступеня (2022) — за особисту мужність і самовіддані дії, виявлені у захисті державного суверенітету та територіальної цілісності України, вірність військовій присязі[5].